# La Garde (Alpes-de-Haute-Provence)
La Garde település Franciaországban, Alpes-de-Haute-Provence megyében. Lakosainak száma 126 fő (2022. január 1.). La Garde Castellane, Demandolx, Peyroules és Châteauvieux községekkel határos.

## Népesség
A település népessége az elmúlt években az alábbi módon változott:
| Lakosok száma | 54   | 68   | 88   | 88   | 81   | 77   | 89   | 118  | 121  | 126  |
|               | 1968 | 1982 | 1990 | 2006 | 2013 | 2015 | 2017 | 2019 | 2020 | 2022 |